# 252 (عدد)
252 هو عدد صحيح  طبيعي بين 251 و253

## في الرياضيات

### خصائص
- 252عدد زوجي
- 252 عدد زائد
- 252 عدد مضلعي (85 أضلاع-...)